# Helicoconis interna
Helicoconis interna is een insect uit de familie van de dwerggaasvliegen (Coniopterygidae), die tot de orde netvleugeligen (Neuroptera) behoort. 
De wetenschappelijke naam Helicoconis interna is voor het eerst geldig gepubliceerd door Navás in 1911.